# Кадения
Кадения (лат. Kadenia) — род травянистых растений семейства Зонтичные (Apiaceae), распространённый в Европе, Северной и Центральной Азии. В некоторых источниках указывается русскоязычное название рода Жгун-корень, так как под ним в более ранних классификациях встречался вид Жгун-корень сомнительный, по современной классификации являющийся видом Кадения сомнительная. Данный подход представляется ошибочным, так как указанный вид под устаревшим синонимичным названием лат. Cnidium dubium относился к роду лат. Cnidium, за которым и следует оставить русскоязычное именование следуя логике уточнения классификации ботанических таксонов и выделения видов в новый род с новым научным (латинским) и русскоязычным названиями. 
Род назван в честь профессора Московского университета Николая Николаевича Кадена (1914—1976).

## Ботаническое описание
Голые многолетние травянистые растения. Стебель прямостоячий, полый, бороздчатый. Листья дважды-трижды перисторассечённые, продолговатые или яйцевидные в очертании; конечные сегменты линейные или ланцетные, заострённые; черешки полые, переходят в ланцетные влагалища.
Цветки обоеполые, актиноморфные, собраны в конечные сложные зонтики. Лепестки белые, голые, обратносердцевидные. Подстолбие короткоконическое. Плоды широкоэллипсоидальные или яйцевидные, голые. 2n = 20, 22.

## Классификация
Таксономическое положение растений этого рода долгое время оставалось предметом дискурсий, различные систематики относили их к родам Жабрица (лат. Seseli), Гирча (лат. Selinum), Лигустикум (лат. Ligusticum) и др. В середине прошлого века превалировала точка зрения о принадлежности видов к роду Жгун-корень (лат. Cnidium). В работе группы российских ботаников "Ревизия рода Cnidium Cuss. ex Jussieu (Umbelliferae-Apioideae)", опубликованной в 1986г., было предложено выделить их в самостоятельный род Кадения, что и отражено в современной классификации по состоянию на декабрь 2022г.

### Таксономия[4]
Kadenia Lavrova & V.N.Tikhom., 1986, Byull. Moskovsk. Obshch. Isp. Prir., Otd. Biol. 91(2): 93
Род Кадения относится к семейству Зонтичные (Apiaceae) порядка Зонтикоцветные  (Apiales). Кладограмма в соответствии с Системой APG IV:
|  |                                      |  |                                   |                                   |                     |  | ещё 6 семейств |               |               |                       |
|  |                                      |  |                                   |                                   |                     |  |                |               |               | 2 подтвержденных вида |
|  |                                      |  |                                   | порядок Зонтикоцветные            |                     |  |                |               | род Кадения   |                       |
|  |                                      |  |                                   | порядок Зонтикоцветные            |                     |  |                |               | род Кадения   |                       |
|  | отдел Цветковые, или Покрытосеменные |  |                                   |                                   | семейство Зонтичные |  |                |               |               |                       |
|  | отдел Цветковые, или Покрытосеменные |  |                                   |                                   |                     |  |                |               |               |                       |
|  |                                      |  | ещё 63 порядка цветковых растений | ещё 63 порядка цветковых растений |                     |  |                | ещё 447 родов | ещё 447 родов |                       |
|  |                                      |  |                                   | ещё 63 порядка цветковых растений |                     |  |                |               | ещё 447 родов |                       |

## Виды
Род включает 2 вида:
- Kadenia dubia (Schkuhr) Lavrova & V.N.Tikhom. typus[1] — Кадения сомнительная
- Kadenia salina (Turcz.) Lavrova & V.N.Tikhom. — Кадения солончаковая